# Krusenhagen
Krusenhagen ist eine Gemeinde im Nordosten des Landkreises Nordwestmecklenburg in Mecklenburg-Vorpommern. Die Gemeinde wird vom Amt Neuburg mit Sitz in der Gemeinde Neuburg verwaltet.

## Geografie
Das Gemeindegebiet Krusenhagens grenzt im Süden direkt an die Hansestadt Wismar und im Westen an die Ostküste der Wismarer Bucht.
Umgeben wird Krusenhagen von den Nachbargemeinden Blowatz im Norden, Neuburg im Osten, Hornstorf im Südosten sowie Wismar im Südwesten.
Zu Krusenhagen gehören die Ortsteile Gagzow und Hof Redentin.

## Geschichte
Ältester Ort im Gemeindebereich ist das heutige Hof Redentin – ein ehemaliges Klostergut des Klosters Doberan –, es tauchte erstmals 1192 in einer Urkunde auf. Hier wurde 1464 das Redentiner Osterspiel aufgeschrieben.
Am 1. Juli 1950 wurden die bisher eigenständigen Gemeinden Gagzow und Redentin, Hof (auch Hof Redentin) eingegliedert.

## Politik

### Dienstsiegel
Die Gemeinde verfügt über kein amtlich genehmigtes Hoheitszeichen, weder Wappen noch Flagge. Als Dienstsiegel wird das kleine Landessiegel mit dem Wappenbild des Landesteils Mecklenburg geführt. Es zeigt einen hersehenden Stierkopf mit abgerissenem Halsfell und Krone und der Umschrift „GEMEINDE KRUSENHAGEN • LANDKREIS NORDWESTMECKLENBURG“.

## Verkehrsanbindung
Durch die Nähe zu Wismar ist die Gemeinde gut an die überregionalen Verkehrsnetze angeschlossen (Bundesstraßen 105, 106 und 208, Bundesautobahnen 20 und 14 sowie Bahnlinien nach Rostock, Schwerin und Lübeck).